# Кузьминці (Жмеринський район)
Ку́зьминці — село в Україні, у Барській міській громаді Жмеринського району Вінницької області.

## Географія
Відстань до центру громади 15 кілометрів, 3 кілометри до залізничної станції Мартинівка, де зупиняються поїзди Жмеринка - Могилів-Подільський.

## Історія
Село засноване в XVI столітті, письмова згадка датується 1504 роком.
1905 року відбувся виступ селян проти поміщика — страйк оголосили наймити, їх головна вимога — підвищення оплати праці була виконана.
1922 року утворено сільськогосподарське товариство «Культурний господар».

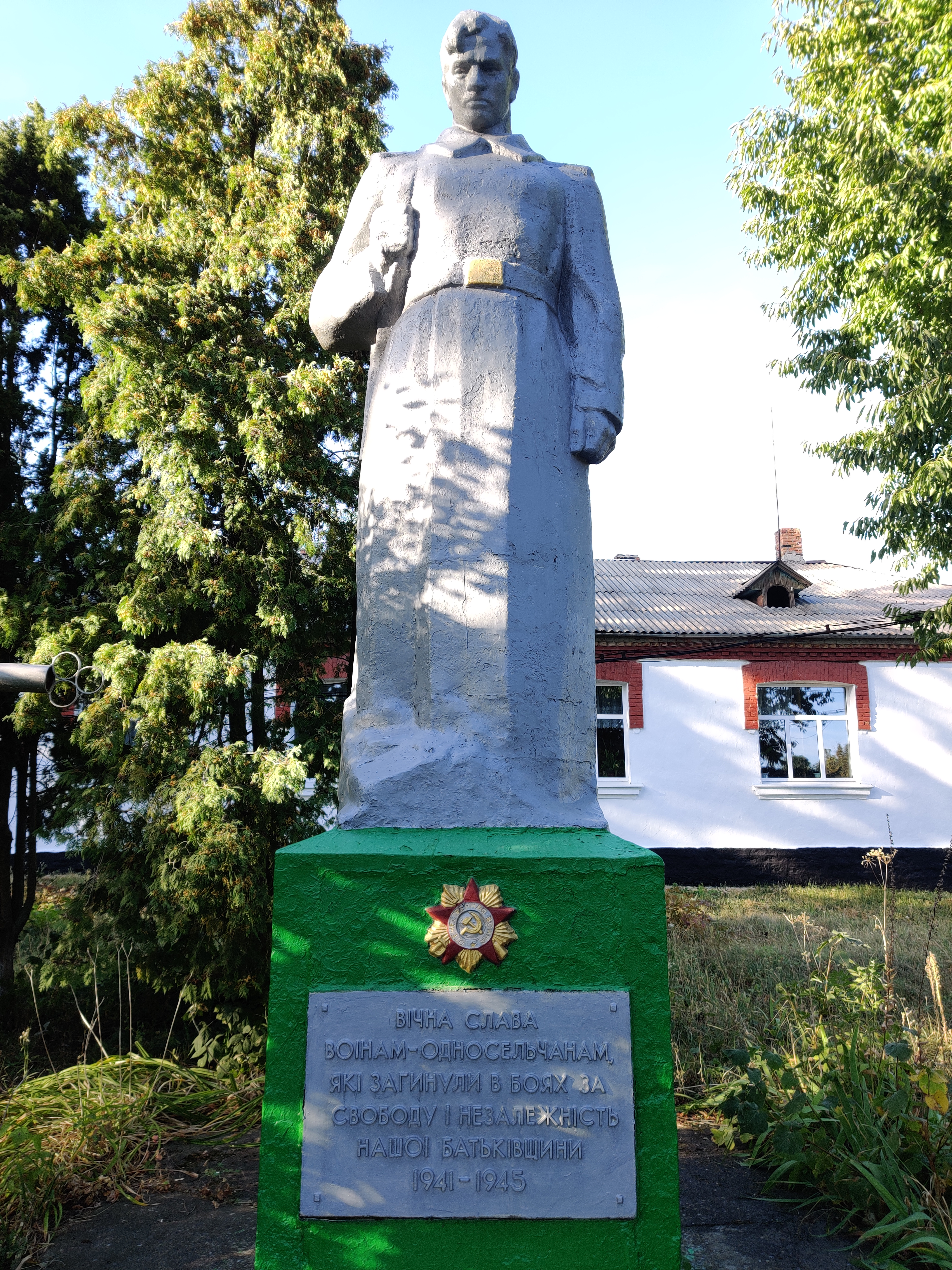
Пам'ятник воїнам-односельчанам

У роки Другої світової війни діяло гетто, куди нацистами насильно зганялися євреї.
Населення станом на початко 1970-х років становило 1476 чоловік.
За радянських часів в селі була розташована центральна садиба колгоспу, за яким було закріплено 3878 га землі, з них 2524 гектарів орної.
В XX столітті працювали клуб, восьмирічна школа, сільське професійно-технічне училище, фельдшерсько-акушерський пункт, друкувалася колгоспна багатотиражна газета.
В сучасному селі у 2010-х роках діють: Кузьминецький професійний аграрний ліцей — заснований 1936 року, загальноосвітня школа 1-2 ступенів, відділ пошти.
2004 року до 500-річчя села у Вінниці випущено книжку В. Зеленюка «І торкнувся кореня свого села…»
2006 року в селі відкрито лікарську амбулаторію — аграрний ліцей допоміг людьми та технікою при спорудженні пожежного резервуару, дитячу дошкільну установу.
До вересня 2006 року амбулаторія обслуговувала 1600 мешканців із трьох сіл: Кузьминець, Голубівки та Мартинівки.
2007 року на амбулаторії встановлено меморіальну дошку її засновнику Шубіну Валентину Дмитровичу. 
2011 року проводилася газифікація села. 
Діє аптека № 290.
12 червня 2020 року, відповідно до Розпорядження Кабінету Міністрів України № 707-р «Про визначення адміністративних центрів та затвердження територій територіальних громад Вінницької області», увійшло до складу Барської міської громади.
19 липня 2020 року, в результаті адміністративно-територіальної реформи та ліквідації Барського району, село увійшло до складу Жмеринського району.

## Пам'ятки
У селі є пам'ятки:
- Пам'ятник 108 воїнам-односельчанам, загиблим на фронтах Великої Вітчизняної війни[4], 1969. Пам'ятка розташована біля школи.